# Cam An Bắc
Cam An Bắc là một xã miền núi thuộc phía Tây huyện Cam Lâm, tỉnh Khánh Hòa, Việt Nam.
Xã Cam An Bắc có diện tích 20,81 km², dân số năm 2010 là 6373 người, mật độ dân số đạt 273 người/km².